# Joseph Jurt

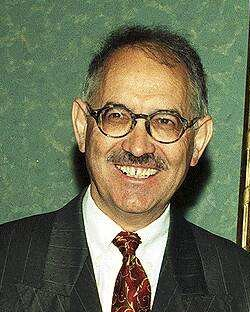
Joseph Jurt (2001)

Joseph Jurt (* 10. März 1940 in Willisau Land) ist ein Schweizer Romanist. Er ist emeritierter Professor für französische Literaturwissenschaft an der Universität Freiburg im Breisgau.

## Leben
Joseph Jurt studierte in Freiburg im Üechtland und an der Sorbonne in Paris. 1966 promovierte er an der Universität Freiburg i. Üe. mit der Dissertation Les attitudes politiques de Georges Bernanos. Er unterrichtete dann am Luzerner Lehrerseminar. 1970 verlieh ihm der SNF ein dreijähriges Forschungsstipendium für Paris, wo er als élève titulaire an der EHESS eingeschrieben war. Ab 1974 war er als wissenschaftlicher Assistent an der Universität Regensburg tätig, wo er sich 1978 für das Fach Romanische Philologie (Literaturwissenschaft) habilitierte und 1980 zum Professor ernannt wurde.
Von 1981 bis zu seiner Pensionierung 2005 wirkte er als  Professor für Französische Literaturwissenschaft an der Albert-Ludwigs-Universität Freiburg. Hier leitete er drei DFG-Forschungsprojekte („Vermittlung und Aufnahme französischer Literatur in der Bundesrepublik seit 1945“, „Nation und Modernität“, „Die Konstruktion nationaler Identitäten in Deutschland, England und in Frankreich“). Er betreute  42 Dissertationen und mehrere Habilitationen. Von 1987 bis 1998 erhielt er mehrere Einladungen als directeur de recherches associé an die École des Hautes Études en Sciences Sociales (Lehrstuhl P. Bourdieu) in Paris. Er war einer der wichtigsten Vermittler des literatursoziologischen Ansatzes von Pierre Bourdieu (Theorie des literarischen Feldes) im deutschen Sprachraum. Er war überdies als Gastdozent an der Sorbonne Nouvelle und an der Bundesuniversität von Rio de Janeiro eingeladen. 1987 war er Mitgründer und während sieben Jahren Vorsitzender des Vorstandes des Freiburger Frankreich-Zentrums der Universität Freiburg. Von 1997 bis 2000 war er Mitglied des Deutsch-Französischen Kulturrates, von 2000 bis 2007 Mitglied des Schweizerischen Wissenschafts- und Technologierates und von 2005 bis 2007 dessen Vizepräsident.
Von 2005 bis 2014 nahm er einen Lehrauftrag am Freiburger Frankreich-Zentrum wahr. Von 2006 bis 2009 lehrte er als Gastdozent an der Pädagogischen Hochschule Zentralschweiz in Luzern. 2009–2010 hatte er einen Lehrauftrag an der Universität Basel inne, von 2010 bis 2013 einen Lehrauftrag im Rahmen der Öffentlichen Vorlesungen der Universität St. Gallen.
Zu seinem 65. Geburtstag widmeten ihm Freunde und Schüler eine umfangreiche Festschrift.

## Forschungsschwerpunkte
- Literatur und Politik
- Empirische Rezeptionsforschung
- Das Konzept des literarischen Feldes / Pierre Bourdieu
- Georges Bernanos
- Flaubert
- Geschichte der Intellektuellen in Frankreich und Deutschland
- Deutsch-Französische Beziehungen
- Sprache, Literatur und nationale Identität in Frankreich und Deutschland
- Literatur und Malerei

## Schriften (Auswahl)
- Le champ littéraire. Le concept de Pierre Bourdieu : contextes, théorie, pratiques. Honoré Champion, Paris 2023, ISBN 978-2-7453-5874-5.
- Assaigs d’història comparada dels intellectuals. Ed. a cura d’Antoni Martí Monterde. Edicions de la Universitat de Barcelona, Barcelona 2021, ISBN 978-84-9168-665-1.
- Aus nächster Ferne. Kolumnen 1993–2020. Rombach Verlag, Freiburg i. Br., Berlin, Wien 2020, ISBN 978-3-7930-9970-3.
- La réception littéraire en France et en Allemagne. André Malraux, Georges Bernanos, Emile Zola, Günter Grass. L’Harmattan, Paris 2020, ISBN 978-2-343-19741-8.
- Les Arts rivaux. Littérature et arts visuels d’Homère à Huysmans. Classiques Garnier, Paris 2018, ISBN 978-2-406-07981-1.
- Naciones literarias: una sociología histórica del campo literario. Eduvim, Villa María (Córdoba, Argentinien) 2014, ISBN 978-987-699-063-9.
- Sprache, Literatur und nationale Identität. Die Debatten über das Universelle und das Partikuläre in Frankreich und Deutschland. De Gruyter Mouton, Berlin/Boston 2014, ISBN 978-3-11-034036-5, de Gruyter, Berlin/Boston 2017, ISBN 978-3-11-055503-5.
- Frankreichs engagierte Intellektuelle. Von Zola bis Bourdieu. Wallstein, Göttingen 2012, ISBN 978-3-8353-1048-3.
- Pierre Bourdieu. Reclam, Stuttgart 2008, ISBN 978-3-15-020319-4.
- Absolute Pierre Bourdieu. orange-press, Freiburg 2003, 2007, ISBN 978-3-936086-14-0.
- Das literarische Feld. Das Konzept Pierre Bourdieus in Theorie und Praxis. Wissenschaftliche Buchgesellschaft, Darmstadt 1995, ISBN 3-534-11573-2.
- [zusammen mit Martin Ebel und Ursula Erzgräber] Französischsprachige Gegenwartsliteratur 1918–1986/87. Eine bibliographische Bestandsaufnahme der Originaltexte und der deutschen Übersetzungen. Niemeyer, Tübingen, 1989; Berlin/Boston, de Gruyter, 2016, ISBN 978-3484-50249-9.
- Essai de bibliographie des études en langue francaise, consacrées à Georges Bernanos. (3 Bde., Paris 1972–1976).
- Bernanos et Jouve. „Sous le soleil de Satan“ et „Paulina 1880“. Essai de lecture parallèle. Lettres Modernes, Paris 1978 (Coll. Archives des lettres modernes, 178).
- Vargas Llosa y Flaubert. „La Casa verde“ y „La Educación sentimental“: una lectura paralela. Salamanca 1985 (col. Temas iberoamericanos. 2).
- La réception de la littérature par la critique journalistique. Editions Jean-Michel Place, Paris 1980 (Coll. Oeuvres et critiques. 3).

### Als Herausgeber (Auswahl)
- Champ littéraire et nation. Frankreich-Zentrum, Freiburg 2007, ISBN 978-3-00-021003-7.
- Die Schweiz ist Klang (mit Ottmar Ette und Yvette Sánchez). Schwabe Verlag, Basel 2007, ISBN 978-3-7965-2269-7.
- Die Literatur und die Erinnerung an die Shoah. Frankreich-Zentrum, Freiburg 2005, ISBN 3-00-015177-X.
- Von Michel Serres bis Julia Kristeva. Rombach, Freiburg, 1999, ISBN 3-7930-9216-X.
- Zeitgenössische französische Denker: eine Bilanz. Rombach, Freiburg 1998, ISBN 3-7930-9175-9.
- Algérie – France – Islam. L’Harmattan, Paris 1997, ISBN 2-7384-5383-X.
- Von der Besatzungszeit zur deutsch-französischen Kooperation. De la période d’occupation à la coopération franco-allemande. Rombach, Freiburg 1993, ISBN 3-7930-9090-6.

### Texteditionen
- Bernanos, Essais et écrits de combat. Tome I. Gallimard, Paris 1971, 2. Auflage 1988, 3. Auflage 1997 (Coll. Bibliothèque de la Pléiade. 232). Textedition, Nachwort, kritischer Apparat folgender Texte: La grande Peur des biens-pensants, Textes non rassemblés par Bernanos (1909–1939)
- Bernanos, Essais et écrits de combat. Tome II. Gallimard, Paris 1995, 2. Auflage 2014 (Coll. Bibliothèque de la Pléiade. 423). Textedition und kritischer Apparat folgender Texte: Le Chemin de la Croix-des-Ames, Textes non rassemblés par Bernanos 1938–1945, La France contre les robots.
- Pierre Bourdieu, Forschen und Handeln. Recherche et Action. Vorträge am Frankreich-Zentrum der Albert-Ludwigs-Universität Freiburg (1989–2000). Herausgegeben, übersetzt und kommentiert von Joseph Jurt. Freiburg, Rombach 2004, ISBN 3-7930-9394-8.

## Auszeichnungen
- Ehrendoktorat Universität Freiburg/Schweiz (2008)
- Officier dans l’Ordre des Palmes Académiques (2005)
- Verdienstkreuz am Bande des Verdienstordens der Bundesrepublik Deutschland (2001)
- Chevalier dans l’Ordre national du Mérite (2000)
- Universitätsmedaille der Albert-Ludwigs-Universität Freiburg (1999)
- Chevalier dans l’Ordre des Palmes Académiques (1991)